# أمين الخزانة (مصر القديمة)
| m | r · xtm · t |

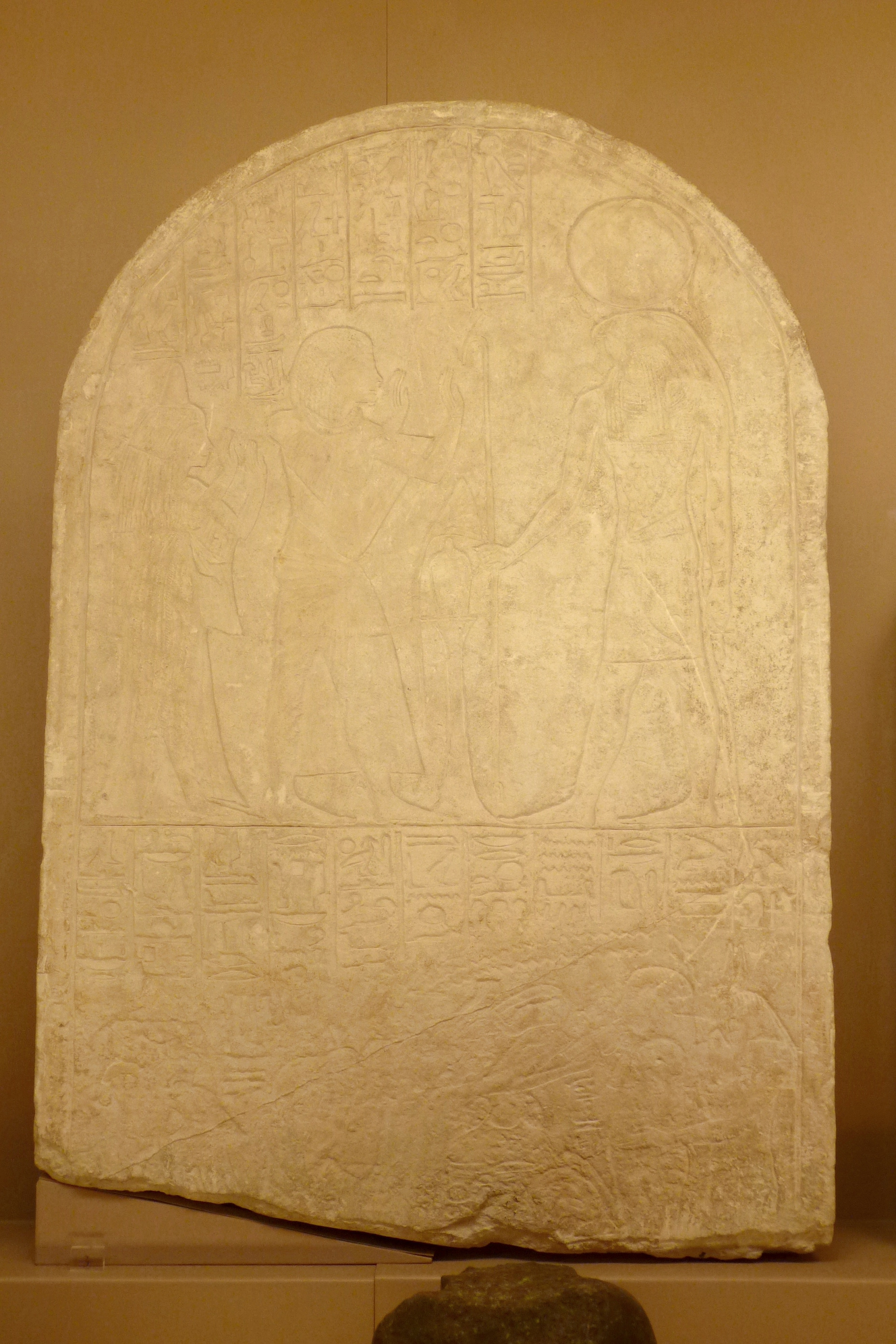
لوحة جنائزية للمشرف على الختم (أي أمين الخزانة) هوي.

أمين الخزانة في مصر القديمة (أو غالبًا ما يتم ترجمتها أيضًا إلى مستشار) هي الترجمة الحديثة للقب imi-r ḫtmt (الترجمة الحرفية: المشرف على الختم أو المشرف على الأشياء المختومة). و كان هذا المنصب معروفاً منذ نهاية الدولة القديمة، حيث تظهر الشخصيات التي تحمل هذا اللقب من حين لآخر في أنظمة الممتلكات الخاصة.
أصبح هذا المنصب هو المنصب الأهم في البلاط الملكي خلال الدولة الوسطى. ثم فقد أهميته في نهاية الأسرة الثامنة عشر، مع أن المدعو باي قد تقلد هذا المنصب. و قد تجاوزت وظيفة أمين الخزانة إلى المشرف على خزانة الدولة في الدولة الحديثة.
و كان أمين الخزانة هو المسئول عن المواد التي تدخل إلى القصر الملكي. و حاملي هذا اللقب كانوا يمثلون الإدارة الإقتصادية الرئيسية للممتلكات الملكية.

## حاملي اللقب في الدولة الوسطى
- بيبي تحت حكم منتوحتب الثاني.
- ختي تحت حكم منتوحتب الثاني.
- مكت رع في عهد منتوحتب الثاني وما بعده.
- لبي في عهد أمنمحات الأول.
- رحورجرسن في عهد أمنمحات الأول أو في وقت لاحق.
- سوبك حتب تحت حكم سنوسرت الأول في العام 22.
- منتو حتب في عهد سنوسرت الأول.
- Merykau ، تحت أمنمحات الثاني.
- سا إسي تم تعيينه في وقت لاحق وزيرًا في عهد أمنمحات الثاني.
- سن عنخ في عهد سنوسرت الثالث.
- سوبك محات في عهد سنوسرت الثالث.
- أخرنوفرت في عهد سنوسرت الثالث.
- Senebsumai ، الأسرة الثالثة عشرة.
- سينبي ، الأسرة الثالثة عشرة.
- أمنحتب ، الأسرة الثالثة عشرة.

## حملة اللقب في الدولة الحديثة
- نفربيت ، تحت أحمس الأول
- Ahmose Pen-Nekhebet ، تحت أحمس الأول إلى حتشبسوت
- نحسي تحت حكم حتشبسوت
- تاي ، تحت حتشبسوت
- سنفر ، تحت تحتمس الثالث
- دقيقة تحت تحتمس الثالث
- سوبخوتيب ، تحت تحتمس الرابع
- ميري ، تحت أمنحتب الثالث
- بتحمص ، تحت حكم أمنحتب الثالث ، بعد سنة 30
- خليج ، تحت سيتي الثاني

## الفترة المتأخرة
- Udjahorresnet ، تحت قمبيز الثاني وداريوس الأول

## المؤلفات
- ستيفن كويرك: عناوين ومكاتب مصر 1850-1700 قبل الميلاد ، لندن 2004 ص.   48-49 (ردمك 0-9547218-0-2)